# Jerome Young
Jerome Young (ur. 14 sierpnia 1976 w rejonie Clarendon na Jamajce) – amerykański lekkoatleta jamajskiego pochodzenia (reprezentant USA od 1995 r.), specjalizujący się w długich biegach sprinterskich, uczestnik letnich igrzysk olimpijskich w Sydney (2000 – startował w eliminacjach oraz półfinale, zwycięska drużyna Stanów Zjednoczonych została w finale zdyskwalifikowana).
Dwukrotnie zdyskwalifikowany za stosowanie niedozwolonych środków dopingujących (erytropoetyny), w pierwszym przypadku w okresie (26.06.1999–25.06.2001), a od 26.11.2004 (data kontroli 23.07.2004) – dożywotnio. W wyniku dalszego dochodzenia, Jerome Young przyznał się do stosowania zabronionych środków również w latach 1999–2003, w wyniku czego w 2009 r. anulowano wszystkie jego wyniki uzyskane od 1999 r., jak również odebrano złoty medal zdobyty w 2003 r. podczas mistrzostw świata w Paryżu, w biegu na 400 metrów.

## Sukcesy sportowe
- dwukrotny mistrz Stanów Zjednoczonych w biegu na 400 m – 1998, 1999[4]

| Rok  | Miasto       | Zawody                | Konkurencja                      | Wynik                 |
| ---- | ------------ | --------------------- | -------------------------------- | --------------------- |
| 1997 | Ateny        | mistrzostwa świata    | bieg na 400 m sztafeta 4 x 400 m | 5. miejsce 1. miejsce |
| 1998 | Moskwa       | finał Grand Prix IAAF | bieg na 400 m                    | 2. miejsce            |
| 1998 | Johannesburg | puchar świata         | bieg na 400 m                    | 2. miejsce            |

### Wyniki anulowane po dyskwalifikacji
| Rok  | Miasto     | Zawody                    | Konkurencja                      | Wynik      |
| ---- | ---------- | ------------------------- | -------------------------------- | ---------- |
| 1999 | Sewilla    | mistrzostwa świata        | bieg na 400 m                    | 4. miejsce |
| 2000 | Doha       | finał Grand Prix IAAF     | bieg na 400 m                    | 4. miejsce |
| 2001 | Lizbona    | halowe mistrzostwa świata | sztafeta 4 x 400 m               | 2. miejsce |
| 2003 | Monako     | światowy finał IAAF       | bieg na 400 m                    | 1. miejsce |
| 2003 | Paryż      | mistrzostwa świata        | bieg na 400 m sztafeta 4 x 400 m | 1. miejsce |
| 2003 | Birmingham | halowe mistrzostwa świata | sztafeta 4 x 400 m               | 1. miejsce |

## Rekordy życiowe
- bieg na 100 m – 10,65 – Christchurch 13/01/1999
- bieg na 200 m – 20,41 – Edwardsville 23/05/1998
- bieg na 200 m (hala) – 21,42 – Fairfax 07/02/1998
- bieg na 400 m – 44,09 – Nowy Orlean 21/06/1998
- bieg na 400 m (hala) – 46,13 – Indianapolis 14/03/1998